# El asalto al Castillo de la Moncloa
El asalto al Castillo de la Moncloa es una película española de 1978 del género de comedia dirigida por Francisco Lara Polop, sobre la base de un guion suyo coescrito junto con Manuel Castiñeiras y Joaquín Portillo Top; la cual es, en realidad, un redoblaje de la película ítalo-española de 1957 Los amantes del desierto (dirigida por Goffredo Alessandrini, Fernando Cerchio, León Klimovsky, Ricardo Muñoz Suay y Gianni Vernuccio), pero el mismo fue realizado en forma completamente distinta al original y, además, en clave humorística y satírica.

## Sinopsis
Benidorm, 1343 antes del Turismo: Luego de la muerte del dictador Teirásynovolverás -más conocido como Teirás- sus herederos se disponen a abordar el poder y, de entre esas luchas, el usurpador Adolfo el Mañoso (más conocido como Fito) es quien consigue tomar el poder con la ayuda de El Gran Capital, quien a su vez controla la Banca Nacional, llamada empíricamente la Derecha Civilizada; pero luego de tomar unas cuantas medidas populares y otras no tanto, Felipe el socialista decide hacerle frente a Adolfo el Mañoso y su gobierno. Además, Felipe termina contando con el apoyo y, posteriormente, el amor de la Princesa Carmina De la Rivera, quien es sobrina de El Gran Capital y está comprometida para casarse, en contra de su voluntad, con Fito.

## Elenco
| Actor versión original | Personaje        | Actor de doblaje    |
| ---------------------- | ---------------- | ------------------- |
| Carmen Sevilla         | Princesa Carmina | María Luisa Rubio   |
| Ricardo Montalbán      | Felipe           | Manuel Cano         |
| Gino Cervi             | Adolfo           | Héctor Cantolla     |
| José Guardiola         | El Gran Capital  | Eduardo Calvo       |
|                        | Narrador         | Luis Sánchez Polack |
|                        | Narrador         | José Luis Coll      |